# Blade

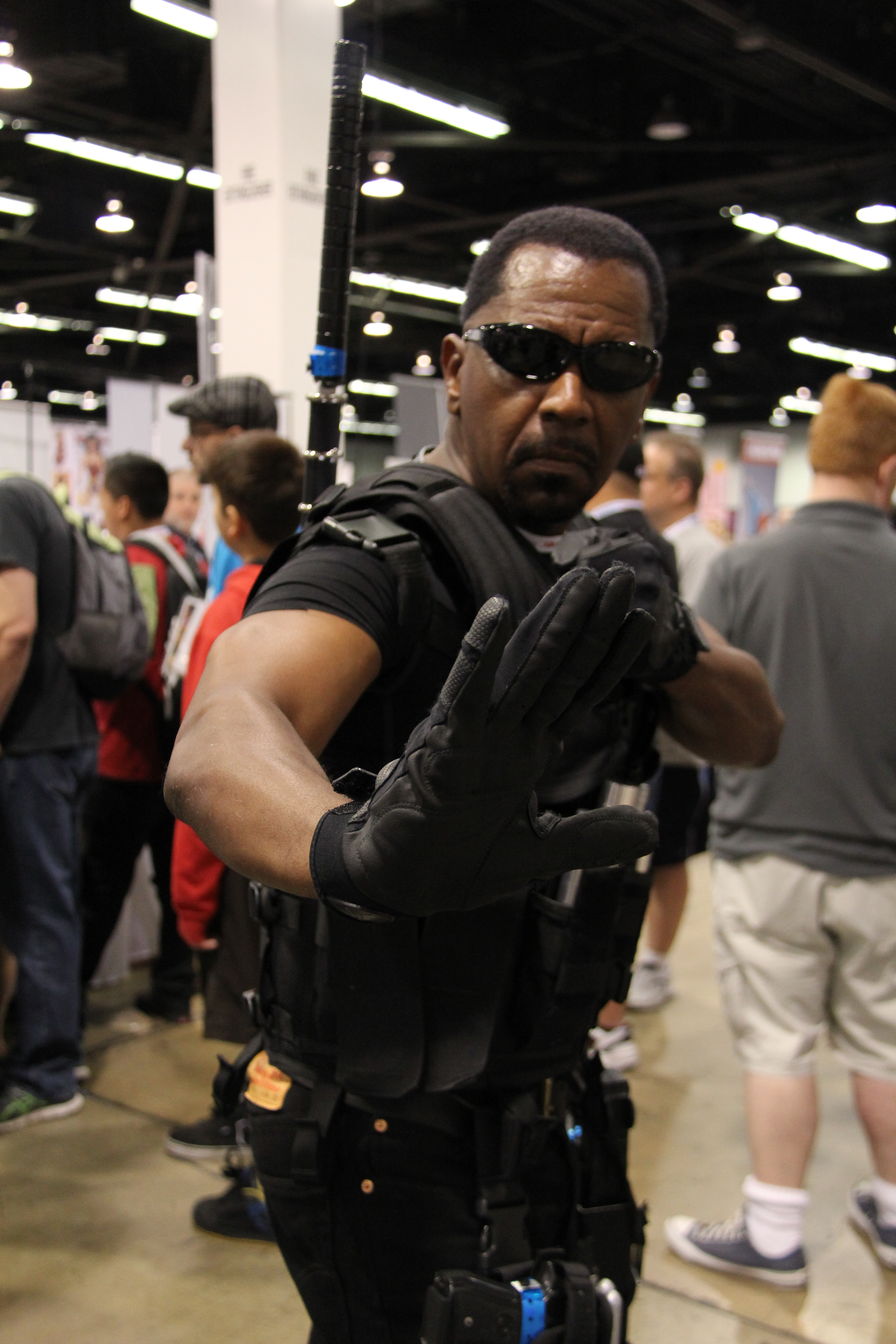
Cosplayer inspirovaný komiksovou postavou Bladea.

Blade je fiktivní postava komiksových příběhů vydávaných nakladatelstvím Marvel Comics. Poprvé se objevil v komiksovém sešitu The Tomb of Dracula #10 v červenci 1973. Je výtvorem tvůrčího dua, které tvořili Marv Wolfman a Gene Colan.
Ve filmových adaptacích ztvárnili tuto postavu Wesley Snipes (1998–2004, 2024) a Mahershala Ali (2021).

## Vydání
Blade se poprvé objevil jako vedlejší postava v sešitu The Tomb of Dracula #10 v červenci 1973. Jeho autory byli Marv Wolfman a Gene Colan. Tehdejší podoba postavy byla inspirována afroamerickými filmovými herci 70. let 20. století. Blade měl v té době například účes afro. Původně se jako vedlejší postava objevoval v číslech #10–21, #24 a #28 (v letech 1973–1974). Dále se objevil v komiksu Adventure into Fear #24 (1974), kde se postavil upírovi se jménem Morbius. Tento příběh napsal Steve Gerber.
Jako hlavní postava se poprvé objevil v horrorovém sešitu Vampire Tales #8 z prosince 1974. Příběh napsal znovu Marv Wolfman a černobílou kresbu dodal Tony DeZuniga. Bylo mu věnováno také následné číslo Vampire Tales #9, ve kterém se na scénáři podílel také Chris Claremont. Ten následně napsal další příběh Bladea v sešitu Marvel Preview #3 (1975). Wolfman se k postavě vrátil na podzim 1976 s příběhem publikovaným v Marvel Preview #8.
Blade si cestu mezi populární postavy Marvelu vyšlapal v 90. letech 20. století. V té době debutoval v komiksu Ghost Rider (Vol. 3) #28 (1992). Byl zařazen do týmu superhrdinů s nadpřirozenými schopnostmi Midnight Sons. Konkrétně byl členem týmu Nightstalkers, kde vedle něj působili ještě upír Frank Drake a detektiv Hannibal King. V letech 1993 a 1994 se objevil v sešitech Midnight Sons Unlimited #1, 2 a 7. Své první sólové série se dočkal v roce 1994. Nesla název Blade: The Vampire Hunter a čítala 10 čísel. Autory byli scenáristé Ian Edginton a Terry Kavanagh a kresbu zajistil Doug Wheatley. Následně se v roce 1997 objevil v Marvel: Shadows and Light #1. V roce 1998 následovaly dva sólové one-shoty: Blade: Crescent City Blues (Vol. 3) a Blade: Sins of the Father. V listopadu 1998 byla oznámena šestidílná série Blade (Vol. 1) (storyarc Blade: Blood Allies), ale vydána byla jen první tři čísla. Minisérii psal Don McGregor a kreslil Brian Hagen. V roce 1999 následovala minisérie Blade: Vampire Hunter, kterou psal a kreslil Bart Sears.
V roce 2002 byla v rámci imprintu Marvel MAX publikována druhá série Blade (Vol. 3), která však vydržela jen šest čísel. Autory byli Christopher Hinz a Steve Pugh. V roce 2006 následovala dvanáctidílná série Blade (Vol. 4), jejímiž autory byli Marc Guggenheim a Howard Chaykin. V prosinci 2015 měla být vydána nová série Bladea, kterou měl psát Tim Seeley a kreslit Afua Richardson, ta však byla před vydáním zrušena.
V červenci 2023 začala vycházet další série Blade (Vol. 5). Tu psal Bryan Hill a kreslila Elena Casagrande.
Oficiální série:
- Blade: The Vampire-Hunter (Vol. 1) #1–10 (1994–1995)
- Blade (Vol. 1) #1–3 (1998–1999)
- Blade (Vol. 2) #1 (1998)
- Blade: Vampire Hunter (Vol. 1) #1–6 (1999–2000)
- Blade (Vol. 3) #1–6 (2002)
- Blade (Vol. 4) #1–12 (2006–2007)
- Blade (Vol. 5) #1–... (2023–...)

## Fiktivní biografie postavy
Blade (narozen jako Eric Brooks) se narodil v roce 1929 v nevěstinci v londýnské čtvrti Soho. Jeho matka, Tara Brooksová, byla prostitutka. Kvůli zdravotním obtížím při porodu k ní byl povolán lékař, který byl ale ve skutečnosti upír Deacon Frost. Ten ji při porodu zavraždil. Ovšem během toho přenesl krví své enzymy do novorozeněte Erica. Tím získal jistou míru schopností podobných těm, které mají upíři. Eric přežil díky pohotovosti ostatních prostitutek, které Frosta zahnaly. Eric Brooks vyrůstal v nevěstinci a na internátní škole. V devíti letech pomohl muži, kterého napadli tři upíři. Tímto mužem byl Jamal Afari, jazzový trumpetista a lovec upírů, který po této zkušenosti vedl trénink mladého Erika. Díky náročnému tréninku vyrostl ve velmi silného a vytrvalého bojovníka, který ovládal řadu bojových umění a zacházení s noži. Díky tomu si vysloužil přezdívku Blade (tj. čepel nebo ostří).
Již v mládí porazil řadu slabších a mladých upírů, což mu brzy stouplo do hlavy. Plný mladistvé arogance proto vstoupil do pouličního gangu Bloodshadows, který vedl Cyrus Cutter. Blade Cuttera později zabil, aby získal jeho pozici. Současně mu přebral také přítelkyni Glory Anahovou, se kterou se v Londýně věnovali lovu upírů a démonů. Zde se střetl s prastarejším upírem Lamiou, kterého porazil jen za cenu smrti ostatních členů jeho lovecké skupiny s výjimkou Glory, která byla přeměněna na upíra a uprchla. Tato tragédie Bladea zatvrdila a rozhodl se věnovat svůj život vyhubení všech upírů.
Jeho mistr Jamal Afari byl později v souboji s Drákulou přeměněn na upíra a Blade ho proto s těžkým srdcem zabil. Následně se vydal na pátrání po Evropě a Asii s cílem zabít Drákulu. Střetl se s ním mnohokrát, ale vždy bezvýsledně. Pronásledování ho dovedlo až do Číny, kde se přidal k lovcům upírů Ogun Strong. Drákula je ovšem všechny, kromě Bladea, povraždil. Následně Drákulu pronásledoval do Paříže, kde se spřátelil s lovci upírů Quincym Harkerem (synem Jonathana Harkera), Rachel Van Helsingovou (pravnučkou Abrahama Van Helsinga) a Frankem Drakem. V této době Blade objevil, že je imunní na upíří kousnutí. Vedle Drákuly se proto rozhodl ulovit také upíra Deacona Frosta, vraha své matky. Během svého pátrání potkal detektiva Hannibala Kinga, kterého Deacon Frost přeměnil na upíra. Společně se jim podařilo Frosta vypátrat a porazit ho.
Blade, Hannibal King a Frank Drake následně utvořili tým lovců upírů s názvem Nightstalkers. Často spolupracovali také s Doktorem Strangem, který bojoval proti všem démonům.
Během eventu Občanská válka se Blade přidal na stranu těch superhrdinů, kteří se nechali upsat vládě USA a spolupracovali s agenturou S.H.I.E.L.D. Následně vedl tajnou black-op útočnou jednotku Vanguard. Ovšem jejich krytí bylo nakonec vyzrazeno a Blade se proto vrátil do Spojeného království, kde se nechal upsat k rozvědce MI-13.
V rámci komiksové série Avengers Vol. 8 (od roku 2018) se stal na nějaký čas členem týmu Avengers. Byl rovněž s Avengers během eventu War of the Realms (2019).

## Film a televize

### Film
- 1998 – Blade – režie Stephen Norrington, v hlavní roli Wesley Snipes
- 2002 – Blade 2 – režie Guillermo del Toro, v hlavní roli Wesley Snipes
- 2004 – Blade: Trinity – režie David S. Goyer, v hlavní roli Wesley Snipes
- 2021 – Eternals – režie Chloé Zhaová, ve vedlejší roli Mahershala Ali (potitulková scéna)
- 2024 – Deadpool & Wolverine – režie Shawn Levy, ve vedlejší roli Wesley Snipes
- 202x – Blade (v přípravě) – v hlavní roli Mahershala Ali

### Televize
- 2006 – Blade – americký televizní seriál, v hlavní roli Sticky Fingaz
- 2011 – Marvel Anime: Blade – americko-japonský animovaný televizní seriál, dabing Akio Ohtsuka / Harold Perrineau